# Dumuzi és Enkimdu
A Dumuzi és Enkimdu címen ismert sumer vers i. e. 2800 körül leírt költemény. Tárgya Innin (Inanna, később Istár), a termékenység istennőjének férjválasztása. Az uruki epikus ciklus része.
Innint bátyja, Utu felszólítja, hogy választania kell két kérője, Dumuzi, a pásztor és Enkimdu, a földműves közül. Innin Enkimdut választja, e választást azonban vetélkedés követi, amelynek során Utu is a másik kérő választását szorgalmazza. Innin végül Dumuzinak, a pásztornak nyújtja kezét.
Az eposz a földművelés az állattenyésztés előnyeit veti össze. Innin és Dumuzi nászához további adalékokat adnak Innin nászénekei, maga a földműves–állattenyésztő konfliktus más vonatkozásban a jól ismert biblikus történetben, Káin és Ábel vetélkedésében is látható, ahol Ábel áldozata jobb fogadtatásra talál, mint Káiné.
Részlet a költeményből:
| Eredeti szöveg | Magyarul |
| --- | --- |
| 1 ul-àm-te ul-àm-te 2 gaba ki-dur5-a ul-àm-te 3 ki-dur5-àm sipa-dè ki-dur5-àm sipa-dè 4 sipa-dè ki-dur5-a udu na-an-ga-àm-mi-[ni]-in-[lu-lu] 5 sipa ki-dur5-a-lu-lu-a-ra | 1 A növényzet kizöldült, a növényzet kizöldült 2 az öntözött föld mellén a növényzet kizöldült 3 az öntözött földön a pásztor, az öntözött földön a pásztor 4 a pásztor az öntözött földön nyáját legelteti 5 a pásztor az öntözött földön éppen legeltetett |

Komoróczy Géza fordítása
Jól megfigyelhető a sumer vers alapeleme, az ismétlés, sőt annak egy változata, a bővítő ismétlés is.

## Zene
A mítosz alapján készült Szörényi Levente Fénylő ölednek édes örömében c. oratóriuma (1989).[forrás?]

## További irodalom
- Komoróczy Géza.szerk.: Komoróczy Géza és Kalmár Éva: Fénylő ölednek édes ölében – A sumer irodalom kistükre, 2 (magyar nyelven), Budapest: Európa Könyvkiadó [1970] (1983). ISBN 963-07-2635-1
- Mitológiai enciklopédia I–II. Főszerk. Szergej Alekszandrovics Tokarjev. A magyar kiadást szerk. Hoppál Mihály. Budapest: Gondolat. 1988. ISBN 963-282-026-6